# Yolaine de Courson

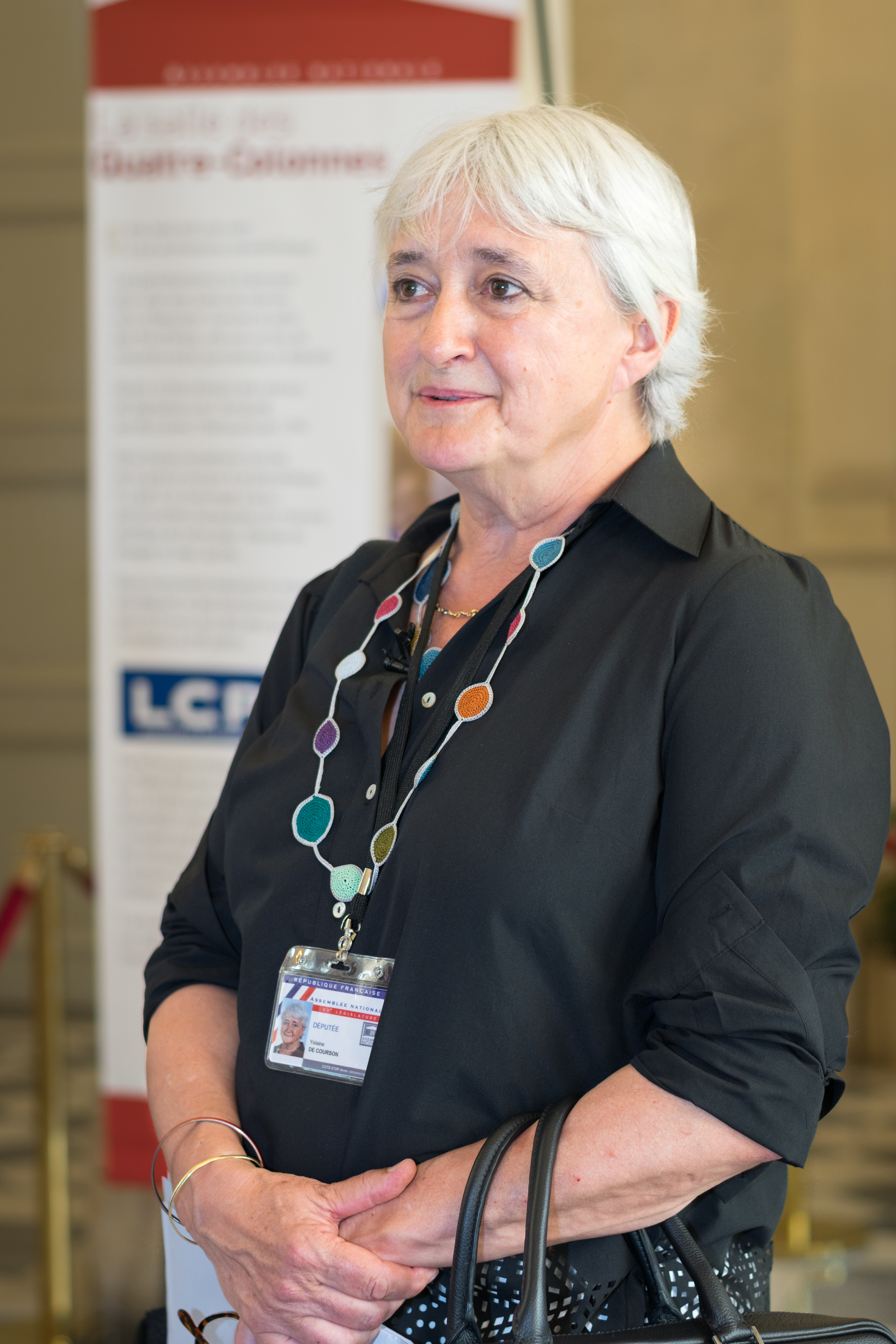
Yolaine de Courson

Yolaine de Courson (* 14. Juli 1954) ist eine französische Politikerin. Sie ist seit der Parlamentswahl von 2017 Abgeordnete in der französischen Nationalversammlung für den 4. Wahlkreis des Département Côte-d’Or. Sie wurde für die Partei La République en Marche gewählt, die sie jedoch im Mai 2020 verließ. Sie gehört zu den 17 Gründungsmitgliedern der Gruppe Écologie Democratie Solidarité.

## Politische Laufbahn
De Courson ging erst im Alter von 63 Jahren in die Politik, nachdem sie sich im Geschäftsleben zur Ruhe gesetzt hatte.
In der Nationalversammlung gehört sie dem Ausschuss für Nachhaltige Entwicklung sowie dem Ausschuss für Europäische Angelegenheiten an. Ferner ist sie Mitglied der parlamentarischen Gruppen für die Freundschaft mit Spanien und dem Iran. Seit 2019 ist sie Mitglied der französischen Delegation zur Deutsch-Französischen Parlamentarischen Versammlung.
De Courson gehört seit 2017 der französischen Delegation zur Parlamentarischen Versammlung des Europarats an. Sie ist dort im Ausschuss für Soziale Fragen, Gesundheit und Nachhaltige Entwicklung, dem Unterausschuss für die Belange der Kinder und dem Unterausschuss für die Europäische Sozialcharta tätig.

## Politische Standpunkte
Im Juli 2019 wich de Courson von der Haltung der Mehrheit ihrer Fraktion ab. Sie war eine von 52 Mitgliedern der Fraktion LREM, die sich bei der Ratifizierung des Abkommens zwischen der Europäischen Union Comprehensive Economic and Trade Agreement (CETA) und Kanada der Stimme enthielten.